# Cyanocorax chrysops
Cyanocorax chrysops е вид птица от семейство Вранови (Corvidae).

## Разпространение
Видът е разпространен в Аржентина, Боливия, Бразилия, Парагвай и Уругвай.